# Сьюдад-де-ла-Пас
Сьюда́д-де-ла-Пас (исп. Ciudad de la Paz, фр. Ville de la Paix, порт. Cidade da Paz «город мира»; до 2020 года — Ойяла, исп. , фр. и порт. Oyala) — строящаяся новая столица Экваториальной Гвинеи, призванная заменить старую столицу Малабо (предполагается перенести центр государственной власти с островной части страны вглубь её континентальной территории). Город является также столицей новой провинции Джиблохо.

## Причины переноса
Движущей силой переноса столицы стал правящий с 1979 года президент страны Теодоро Обианг Нгема Мбасого, стремящийся таким образом ослабить влияние оппозиции, пытающейся его свергнуть: наиболее яркая попытка свержения была предпринята в 2004 году британским наёмником Саймоном Манном. Несмотря на то, что эта небольшая страна является третьим по величине в Африке производителем нефти (вследствие открытия и разработки которой республика испытала за период 1995—2007 годов 117-кратный рост экономики с $170 млн до $19,83 млрд, выйдя с одного из последних на одно из первых мест на континенте по ВВП на душу населения), доходы в ней распределяются крайне неравномерно. Большинство населения продолжает жить за чертой бедности (см. Экономика Экваториальной Гвинеи).

## Создание
Строительство началось в 2011 году с расчистки большой площадки от джунглей. В феврале 2017 года состоялся переезд правительства в новый город в джунглях, в котором к тому моменту были построены пятизвёздочный отель, конференц-центр, новый университет и поле для гольфа. Была создана новая провинция Джиблохо, и Ойяла стала также её столицей. По проекту площадь города составляет 8150 га, население — 200 тысяч человек (около 15 % населения страны). Проект столицы был разработан португальским архитектурным бюро IPF (Ideias para o Futuro). Этот проект предполагает создание первой в мире столицы, на 100 % зависящей лишь от возобновляемых источников энергии.
Завершение строительства планировалось в 2020 году, однако теперь отнесено на неопределённый срок. В 2020 году город получил новое имя — Сьюдад-де-ла-Пас.

## География
Город расположен на востоке континентальной части страны, на реке Бенито (известной также под названием Мбини), в тропическом лесу. Он находится в 20 км от Международного аэропорта имени Президента Обианга Нгемы и в 50 км от восточной границы с Габоном.